# Simmerath
Simmerath település Németországban, azon belül Észak-Rajna-Vesztfália tartományban. Lakosainak száma 15 955 fő (2023. december 31.). Simmerath Eupen, Monschau, Schleiden, Heimbach, Nideggen, Hürtgenwald, Stolberg és Roetgen községekkel határos.

## Közigazgatás
A 17 településrész:
- Bickerath
- Dedenborn
- Eicherscheid
- Einruhr
- Erkensruhr
- Hammer
- Hirschrott
- Hechelscheid
- Huppenbroich
- Kesternich
- Lammersdorf
- Paustenbach
- Rollesbroich
- Rurberg
- Simmerath
- Steckenborn
- Strauch
- Witzerath

+    Woffelsbach

## Népesség
A település népességének változása:
| Lakosok száma | 15 557 | 15 094 | 15 281 | 15 377 | 15 614 | 15 841 | 15 955 |
|               | 2010   | 2014   | 2017   | 2019   | 2021   | 2022   | 2023   |